# José David Portillo
José David Portillo (San Juan Bautista, Paraguay, 24 de noviembre de 1984) es un exfutbolista paraguayo. Jugaba de defensa central y su último equipo fue Cobresal en la Primera B de Chile.

## Clubes
| Club                 | País     | Año       |
| -------------------- | -------- | --------- |
| Olimpia              | Paraguay | 2003-2006 |
| Sportivo Trinidense  | Paraguay | 2007      |
| Deportes Antofagasta | Chile    | 2008-2014 |
| Deportes Copiapó     | Chile    | 2015-2017 |
| Cobresal             | Chile    | 2018      |

## Palmarés

### Campeonatos nacionales
| Campeonato | Club                 | País  | Año  |
| ---------- | -------------------- | ----- | ---- |
| Primera B  | Deportes Antofagasta | Chile | 2011 |